# Anne-Marie Boumier
Anne-Marie Boumier (Tours, 13 septembre 1897 - Joué-lès-Tours, 13 décembre 1990) était une résistante française, militante de Combat Zone Nord.

## Éléments biographiques
Surintendante-conseil à l’Union des industries métallurgiques et minières où travaille Elizabeth Dussauze, elle est également déléguée technique auprès de la directrice de l’école des surintendantes d'usine, son amie Jane Sivadon.
À ce double titre, elle assure la liaison entre le groupe de Tony Ricou et le secrétariat du groupe Nord du Mouvement de libération nationale dirigé par Robert Guédon.
- 25 octobre 1941 : elle est arrêtée par la Geheime Feldpolizei, dans l’appartement qu’elle partage avec son amie, le Dr Anne Noury, qui est également emmenée. Incarcérées à la prison de La Santé. Les deux femmes ne sont pas interrogées avant le 9 avril 1942.

- 22 avril 1942 : en vertu du décret Nacht und Nebel, Anne-Marie est déportée en Allemagne, où elle est transférée d’une prison à l’autre (Deux-Ponts, Sarrebruck, Neunkirchen), jusqu’au procès de Sarrebruck.

- 12 octobre 1943 : elle est condamnée à quatre ans de travaux forcés par le 2e sénat du Volksgerichtshof.

Anne-Marie Boumier survit aux bagnes de Lübeck et de Cottbus, aux camps de Ravensbrück et de Mauthausen.
Elle a laissé de ses souvenirs un court récit dactylographié destiné aux parents de son amie Anne Noury, morte à Bergen-Belsen après la libération du camp : Notre Guerre 1939-1945.

## Sources
- Archives nationales
- Musée de la Résistance et de la Déportation (Besançon)
- BDIC (Nanterre)